# 新・男の食彩
『新・男の食彩』（しん・おとこのしょくさい）は、2000年4月8日から2003年3月25日までNHK総合テレビで放送されていた料理番組である。NHK教育テレビでも放送されていた。

## 概要
料理好きの男性有名人ゲストが出したリクエストに応えるべく、プロの料理人が注文通りの料理づくりに挑戦していた番組。
母体は『きょうの料理』と『土曜元気市』で行われていた「男の食彩」という企画で、それに大幅なアレンジを加えて単独番組化したのが本番組である。元となった企画は単独番組化以後の内容とは大きく異なり、男性ゲスト自身が自慢の料理を披露するというものだった。

## 放送時間
いずれも日本標準時。

### 総合テレビ
- 土曜日 11:00 - 11:24 （2000年4月8日 - 2003年3月15日）
- 火曜日 11:05 - 11:29 （2003年3月25日） - 2003年3月22日には8:30から11:54までイラク戦争関連の報道特番が放送されていた[3]。そのため、総合テレビで3月22日に放送される予定だった最終回は3月25日に回された。

### 教育テレビ
- 土曜日 23:00 - 23:24 （2000年4月8日 - 2001年3月24日）
- 日曜日 00:40 - 01:04 （2001年4月8日 - 2002年3月31日）
- 土曜日 23:30 - 23:54 （2002年4月6日 - 2003年3月29日） - 新作の放送は2003年3月22日まで。3月29日放送分は過去の内容の再放送。

## 出演者

### 司会
- 栗山英樹

### アシスタント
- 阿部陽子
- 石井麻由子
- 柘植恵水

### 料理人
- 道場六三郎
- 陳建一
- 野崎洋光

## 関連番組
- きょうの料理
- 土曜元気市
- 食彩浪漫 - 後継番組。